# Al-Shaab-Stadion
Das al-Schaab-Stadion (arabisch ملعب الشعب, DMG malʿab aš-Šaʿb) ist ein Fußballstadion mit Leichtathletikanlage in der irakischen Hauptstadt Bagdad. Die Fußballclubs al-Zawraa SC, irakischer Rekordmeister, und der al-Shorta SC bestreiten ihre Heimspiele auf der Anlage.

## Geschichte
Der Baubeginn war am 21. April 1960. Die Eröffnung fand 1966 statt. Die Sportstätte fasst 40.000 Zuschauer. Bis zur Einweihung des Basra Sports City Stadium in Basra im Jahr 2013 war das al-Schaab-Stadion das größte Stadion des Landes.
Das al-Schaab-Stadion war das Geschenk eines Geschäftsmannes an die irakische Regierung und ist das Heimstadion der irakischen Fußballnationalmannschaft. Das Eröffnungsspiel fand 1966 zwischen einer Bagdader Auswahl und Benfica Lissabon statt, für die damals auch Eusébio spielte. Das Spiel endete mit einem 2:1-Sieg für die Gäste aus Portugal. Im Jahr 1979 wurde der Golfpokal dort ausgetragen.
Die irakische Fußballnationalmannschaft spielte zwischenzeitlich mehr als zwei Jahrzehnte nicht in dem Stadion. Der Grund dafür waren diverse Kriege im Land, die dafür sorgten, dass die Sicherheit im Stadion nicht mehr gewährleistet war. Seit 2007 wird das Stadion wieder für internationale Spiele genutzt. Ein bis heute bestehender Zuschauerrekord im irakischen Fußball wurde in der Saison 2007/08 erzielt, als 80.000 Zuschauer das Endspiel der Iraqi Super League zwischen al-Zawraa und Arbil FC sahen, das der Verein aus der Hauptstadt Erbil der Autonomen Region Kurdistan gewinnen konnte. Außerdem fand vor 80.000 Zuschauern das erste Länderspiel in Bagdad seit dem Irakkrieg statt. Am 13. Juli 2009 bezwang der Irak die palästinensische Nationalmannschaft mit 4:0.